# Psihiatrična klinika Ljubljana
Psihiatrična Klinika Ljubljana je javni zdravstveni zavod, ki opravlja zdravstvene dejavnosti iz področij klinične psihiatrije, mentalnega zdravja, zdravljenja odvisnosti od drog ter alkohola. 

Klinika geografsko pokriva v glavnem Ljubljano ter širšo okolico, v nekaterih določenih primerih pa celotno državo. 

 Ustanovitelj Psihiatrične klinike je Republika Slovenija, ustanovne pravice in obveznosti pa izvršuje Vlada Republike Slovenije.

## Dejavnosti
Lokacija ljubljanske psihiatrične klinike je na širšem območju ljubljanskega predmestnga naselja Polje (v pogovornem jeziku je toponim Polje sčasoma postal sinonim za ljubljansko psihiatrijo) oziroma točneje v kraju Studenec, ki pa leži v Četrtni skupnosti Moste in ne v današnji Četrtni skupnosti Polje.
Klinika opravlja zdravstveno dejavnost na njej že vrsto let in skozi čas in izkušnje se je na njej razvilo ne zgolj zdravljenje samo, pač pa tudi razvojno in izobraževalno delovanje. PKL tako opravlja zadolžitve na sekundarni in terciarni ravni. 
 
Delovanje na področju zdravstva kot temeljne dejavnosti spremljajo torej še sledeče dejavnosti:  
- Bolnišnična zdravstvena dejavnost
- Specialistična zunajbolnišnična zdravstvena dejavnost
- Raziskovalna in razvojna dejavnost na drugih področjih naravoslovja in tehnologije
- Drugje nerazvrščeno izobraževanje, izpopolnjevanje in usposabljanje
- Pomožne dejavnosti za izobraževanje
- Izdajanje knjig
- Izdajanje revij in drugh publikacij
- Organiziranje razstav, sejmov in srečanj.
- Druge zdravstvene dejavnosti

PKL zagotavlja tudi preventivno zdravstveno varstvo rizičnih skupin v okviru službe za prevencijo samomora ter zdravstveno vzgojo in svetovanje v okviru službe "Telefonski klic v duševni stiski"

## Delovanje
Za normalno delovanje klinike skrbijo sledeča delovna telesa: 
- Vodstvo - Vodstvo predstavljata Svet Psihiatrične Klinike Ljubljana, sestavljajo ga predstavniki ustanovitelja, se pravi države, predstavnik MOL-a, predstavnik zavarovancev, ki ga imenuje ZZZS, in predstavnika Psihiatrične klinike same. Izvršilni del vodstva pa sestavljata Generalni in strokovni direktor.
- Strokovne enote
  - Center za klinično psihiatrijo (CKP) - Studenec 48, 1260 Ljubljana - daleč največja enota klinike, kjer se zdravi do 400 pacientov. Nahaja se na vzhodnem obrobju lokacije Studenec Število zaposlenih v njem je skupaj preko tristo zaposlenih. CKP sestavljajo nadaljnje strokovne enote: »Enota za intenzivno psihiatrijo«, ki izvaja s svojimi sprejemnimi oddelki diagnostiko in zdravi nujna psihiatrična stanja, predvsem tista, pri katerih pride do motenj presoje resničnosti pri osebi-pacientu. Poleg sprejemnice z 32 posteljami sta na enoti še dva zaprta oddelka, ki zagotavljata intenzivne oblike obravnave; zdravljenje z zdravili, razbremenitveni psihoterapevtski ukrepi in delovna terapija. Nadalje ima enota za intenzivno psihiatrijo tri odprte oddelke kjer nadaljujejo intenzivno obravnavo pacientom. Nadalje spada pod CPK »Enota za prolongirano terapijo«, ki je namenjena daljši obravnavi tistih bolezni in motenj, ki to potrabujejo (shizofrenija,...). Enota za rehabilitacijo je še ena enota CKP-ja. Namenjena je tistim bolnikom, ki potrebujejo daljša in intenzivnejša prizadevanja za vrnitev v običajno življenje. Poslednja enota v CKP-ju je imenovana »Enota za gerontopsihiatrijo« in je namenjena diagnostiki, zdravljenju, zdravstveni negi, socialni obravnavi in rehabilitaciji duševnih motenj nastalih v starosti s hospitalno in ekstrahospitalno obravnavo.
  - Center za mentalno zdravje (CMZ) - Zaloška 29, 1000 Ljubljana - deluje na dveh lokacijah, večji na Zaloški 29 in manjši del, »Enota za zdravljenje odvisnosti od alkohola« na Poljanskem nasipu 58. V njem opravlja delo približno 75 sodelavcev. Sestavljen je iz slednjih enot: »Enota za krizne intervencije«, ki je namenjena ljudem v hudi čustveni stiski, ki je sami ne morejo rešiti ter ljudem po poskusu samomora. »Enota za adolescentno psihiatrijo« je druga enota, ki spada pod CMZ in je namenjena mladim v starosti med 14. in 22. letom, ki trpijo zaradi različnih psihičnih težav. Naslednja enota v sklopu CMZ je »Enota za motnje hranjenja« in je specializirana za obravnavo motenj hranjenja pacientk in pacientov, ki so stari več kot 17 let. »Enota za zdravljenje odvisnosti od alkohola« je sledeča enota, ki pripada Centru za mentalno zdravje in se seveda ukvarja z ljudmi s težavami zaradi škodljivega uživanja alkohola ali odvisnosti od njega samega. »Enota za psihoterapijo« je zadnja enota v sklopu CMZ-ja in se ubada s psihoterapijo nevroz in psihoz. S prvo, nevrozami, se ukvarja Enota za psihoterapijo nevroz, ali EPN, in je namenjena zdravljenju pacientov z nevrotičnimi motnjami kot so huda tesnoba, potrtost, pretirana utrujenost, telesne težave za katere vaš zdravnik ne najde fizičnega razloga, nadalje so tu še fobije, ter hude težave v odnosih z ljudmi kot so spolne, zakonske, delovne, ... Slednja in poslednja enota je Enota za psihoterapijo psihoz ali EPP,in je namenjena zdravljenju pacientov s psihotičnimi motnjami.
  - Center za zdravljenje odvisnosti od prepovedanih drog - Zaloška 29, 1000 Ljubljana - za zdravljenje odvisnih od prepovedanih drog opravlja delo skupaj 36 zaposlenih
  - Center za izvenbolnišnično psihiatrijo (CIP) - V sklopu tega Centra se izvaja začetna psihiatrična ambulantna obravnava, prav tako pa nadaljevalno in tudi dolgotrajno ambulantno vodenje pacientov. V njem dela skupaj 20 zaposlenih.
- Izobraževanje

Sektor za izobraževanje je znotraj klinike posebej zadolžen za izvajanje izobraževalnih nalog. Nad njem bedi Svet za Izobraževanje, ki vodi in usklajuje dejavnosti, oblikuje usmeritve ter usklajuje in nadzoruje programe v vseh organizacijskih enotah. Izobraževalna dejavnost obsega izvajanje specializacije iz psihiatrije za zdravnike, specializacije iz klinične psihologije za psihologe, izpopolnjevanje strokovne, pedagoške in raziskovalne usposobljenosti zaposlenih v PK Ljubljana, zagotavljanje strokovnjakov za komisije za strokovne izpite za zdravstvene delavce in zdravstvene sodelavce,sodelovanje pri oblikovanju vsebine izobraževalnih programov s področja psihiatrije in duševnega zdravja, izobraževanje zdravnikov sekundarijev, sodelovanje s tujimi izobraževalnimi psihiatričnimi institucijami ter izdajanje strokovnih publikacij s področja psihiatrije, mentalnega zdravja in klinične psihologije.
- Raziskovanje  - Klinični raziskovalni in eksperimentalni sektor je dejaven na področju razvoja v sledečem obsegu:                                                 
  - raziskave, ki so v načrtu zdravstvenega varstva in nacionalnega raziskovalnega programa
  - izvedba raziskav za domače in tuje naročnike
  - sodelovanje z domačimi in tujimi raziskovalnimi institucijami
  - organiziranje znanstveno-raziskovalnih srečanj
  - usposabljanje mladih raziskovalcev
  - zagotavljanje mentorjev za raziskovalne naloge
  - zagotavljanje izvedensko-recenzentskega dela predlogov in rezultatov raziskovalnih projektov za različne naročnike.

## Zgodovina
Zgodnja dejavnost 
 
Najzgodnejša dejavnost klinike na področju Ljubljane sega v leto 1786. Takrat je z dekretom cesarja Jožefa II. tedanji diskalceatski samostan, ki se je nahajal na sedanji Ajdovščini v Ljubljani dobil nalogo, da se preuredi v splošno bolnišnico, ob tem pa so še pripravili tudi dva tako imenovana »razdelka« za »blaznike«.
Kasneje, šele leta 1821 pa so se začeli razširjati zaradi naraščanja števila bolnikov in pričeli z gradnjo namenskega poslopja, ki so ga gradili 8 let.
Na sedanji lokaciji pa se je začelo delati šele leta 1881, takrat pod imenom »Kranjska deželna blaznica Studenec«. 3. januarja 1881 je bila tako uradno odprta prva slovenska bolnišnica za zdravljenje duševnih bolezni na področju sedanja Slovenije. Že tedaj je bilo v njej nastanjrnih oseminštirideset bolnikov, dvaindvajset moških in šestindvajset žensk. Sprva sta bili na voljo le dve paviljonski stavbi, a že leto dni kasneje so dokončali gradnjo še dveh novih dvonadstropnih paviljonov. Bolnišnica je nato v taki obliki delovala vse do leta 1920, ko se je preuredila v  bolnišnico za duševne bolezni še bivša prisilna delavnica na Poljanskem nasipu. 
 
Nato so na Studencu med letoma 1934 in 1938 dogradili še dva  paviljona s skupno kapaciteto 160 postelj, kar je pomenilo da je tik pred drugo svetovno vojno klinika na lokaciji Studenec imela 472 postelj, na lokaciji Poljanski nasip nadaljnih 398 postelj, ter še v zavetišču sv. Jožefa 120 postelj. V tistem času je v celotni Sloveniji delovala na področju psihiatrije le še ena sama ustanova, in sicer v Novem Celju, kjer je bilo na voljo 380 posteljami.

Moderna dejavnost 
 
Po 2. svetovni vojni je Bolnišnica za duševne bolezni večkrat spreminjala svoje ime; sprva »Bolnišnica za duševne in živčne bolezni«, nato »Univerzitetna psihiatrična bolnišnica« in potem do sedanjega, ki ga nosi od leta 1998:  »Psihiatrična klinika Ljubljana«. 
Šele preko ločitve od Univerzitetnega Kliničnega centra leta 1998 se je klinika osamosvojila in si nadela današnje ime - Psihiatrična klinika Ljubljana. Tedaj je delovala na 4 lokacijah: na Studencu - Klinični oddelek za klinično psihiatrijo, na Zaloški 29 - Klinični oddelek za mentalno zdravje, na Poljanskem nasipu 58 - Enota za zdravljenje odvisnih od alkohola in na Polikliniki, Njegoševa 4 - Center za izvenbolnišnično psihiatrijo. Najsodobnejša bolnišnica za intenzivno psihiatrično zdravljenje je bila dograjena na lokaciji Studenec leta 2001, leto kasneje pa so pridobili novo bolnišnico, v kateri deluje Center za zdravljenje odvisnih od prepovedanih drog preko adaptacije bivšega vojaškega psihiatričnega oddelka na Zaloški 29. Nadalne novosti v poosamosvojitveni Sloveniji so še kar sledile,leta 2005 z dogratitvijo najsodobnejše bolnišnice za starostniško psihiatrijo ter načrti za nove potrebne objekte za moderno klinično delovanje na začetku 21. stoletja.

## Dobro vedeti
- Psihiatrična klinika Ljubljana, Studenec 48, 1260 Ljubljana - Polje ali po elektronski pošti na naslov:  info[@]psih-klinika.si
- Klic v duševni stiski - (01) 520-99-00 - vsako noč med 19. in 7. uro zjutraj.